# Шахерхани, Водждан
Воджда́н Али́ Сира́дж ад-Дин Шахерха́ни (араб. وجدان علي سراج الدين شهرخاني‎, род. 1 февраля 1996, Мекка) — саудовская дзюдоистка тяжёлой весовой категории, участница летних Олимпийских игр в Лондоне. Вместе с бегуньей Сарой Аттар является первой спортсменкой Саудовской Аравии, допущенной до участия в международных соревнованиях

## Биография
Водждан Шахерхани родилась 1 февраля 1996 года в Мекке. Поскольку её отец был рефери по дзюдо, она с раннего детства приобщилась к этому виду спорту и в возрасте четырнадцати лет тоже начала бороться.

### Олимпийские игры в Лондоне
Наравне с бегуньей Сарой Аттар Шахерхани стала первой женщиной, отправившейся на Олимпийские игры от Саудовской Аравии — до сего момента саудовским спортсменкам категорически запрещалось участвовать в каких-либо спортивных соревнованиях.
Шестнадцатилетняя девушка на тот момент не имела никакой соревновательной практики, не состояла ни в международных рейтингах, ни в континентальных, ни даже в региональных. Она попала на Игры по специальному приглашению Международного олимпийского комитета (МОК) — обычно такие приглашения выдаются чемпионам национальных первенств, но для Шахерхани в данном случае было сделано исключение, так как национальные первенства среди женщин в Саудовской Аравии попросту никогда не проводились. Если все остальные участницы Олимпиады обладали чёрными поясами по дзюдо, то у Шахерхани был только лишь синий.
Общественность Саудовской Аравии восприняла такие инициативы с негодованием и осуждением, тем не менее, правительство страны, находясь под постоянным давлением чиновников МОК и международных активистов-правозащитников, вынуждено было пойти на уступки — в противном случае саудовский спорт столкнулся бы с серьёзными санкциями, в частности, саудовских спортсменов не допустили бы на следующие Олимпийские игры. Официально Олимпийский комитет Саудовской Аравии разрешил участие женщин в соревнованиях только в июне, и на подготовку у них оставалось всего около двух недель. При этом им предписывалось во время нахождения в Лондоне вести себя в соответствии с законами шариата: одеваться скромно, выходить на публику только в сопровождении мужчин-охранников и не вступать в связь с посторонними мужчинами. Тогдашний президент МОК Жак Рогге прокомментировал форсированное включение Шахерхани и Аттар в список участниц следующим образом: «МОК очень плотно работал с Олимпийским комитетом Саудовской Аравии, и я рад, что наш продолжительный диалог оказался плодотворным».
30 июля Шахерхани заявила, что откажется выходить на татами, если ей запретят носить хиджаб во время поединков. Её отец, обычно общавшийся с прессой вместо неё (поскольку она  сама не владела английским языком), отметил в интервью, что его дочь хочет выступать, они намерены «открыть новую страницу в истории Саудовской Аравии», но выступление без хиджаба невозможно. На следующий день МОК и Международная федерация дзюдо сообщили о разрешении ситуации, девушке позволялось носить хиджаб во время выступления, однако дизайн головного убора согласовывался отдельно и по результатам переговоров принял нетипичную форму: стал похож скорее на облегающую шапочку, нежели на привычный платок, обматываемый вокруг шеи и закрывающий нижнюю часть головы.
В итоге Водждан Шахерхани провела на Олимпийских играх в Лондоне только лишь один поединок, уже в стартовом матче, 3 августа в 1/32 финала тяжёлой весовой категории потерпела поражение от пуэрто-риканской дзюдоистки Мелиссы Мохики. Их поединок продлился 82 секунды, это второй по краткости матч в тяжёлом весе после матча между японкой Микой Сугимото и бразильянкой Марией Суэлен Алтиман, который закончился за 48 секунд. Проиграв, Шахерхани в общении с журналистами отметила следующее: «Я счастлива от того, что попала на Олимпийские игры. К сожалению, нам не удалось выиграть медаль, но в будущем мы обязательно этого добьёмся, я буду способствовать этому своим личным примером». Кроме того, она сказала, что неудачное выступление обусловлено отсутствием опыта участия в таких крупных турнирах, а также, что на выступлении негативно сказались прения по поводу ношения хиджаба — это помешало ей сконцентрироваться на соревнованиях.
В Саудовской Аравии женский олимпийский турнир по дзюдо не транслировался телевидением, хотя жители королевства всё же имели возможность увидеть выступление своей соотечественницы по спутниковым кабельным каналам других арабских стран. На родине факт участия девушек в Олимпийских играх сопровождался общественным порицанием, основные СМИ старались вообще не афишировать этот факт, в то время как в блогах и социальных сетях участницы подверглись резкой критике, спортсменок называли «олимпийскими проститутками». Отцу Шахерхани даже пришлось обратиться к министру внутренних дел с просьбой наказать тех, кто оскорбляет его дочь.
На Олимпиаде Водждан Шахерхани сообщила о своём желании продолжить практиковать дзюдо и выступать на соревнованиях, хотя по данным сайта JudoInside.com в крупных международных турнирах она больше участия не принимала, и поединок в Лондоне остаётся единственным в её спортивной карьере.